# Cuestión de prioridades
Cuestión de prioridades es un programa de televisión español presentado por José Luis Martín en La 7.

## Historia
El programa empezó en septiembre de 2020, a raíz de los nuevos lanzamientos de Castilla y León Televisión, ocasionados a raíz de la pandemia de COVID-19.
En 2021, se anunció que el programa era el más visto de la cadena, así como el más visto por los castellanos y leoneses.
Al programa han asistido personajes como Inés Arrimadas, Alfonso Fernández Mañueco o José Luis Martínez-Almeida.